# Filipp Maljavin
Filipp Andrejevitj Maljavin (ryska: Филипп Андреевич Малявин), född 22 oktober (g.s.: 10 oktober) 1869 i Kazanka i guvernementet Samara (nu i Orenburg oblast) i Kejsardömet Ryssland, död 23 december 1940 i Nizza i Frankrike, var en rysk målare.
Maljavin, som var bondson, var dränggosse i ett kloster innan han började måla. Han studerade vid konstakademien i Sankt Petersburg och väckte stort uppseende och mycken förargelse på elevernas utställning 1899 med Skrattet (fem rödklädda bondkvinnor – målade i naturlig storlek – stå i rad och skratta åskådaren rätt i ansiktet). Målningen tillhör nu det moderna galleriet i Venedig. Förkärlek för starkt lysande rött återkommer i hans senare målningar, exempelvis i Bojardam i festdräkt, röd och blå mot en rödflammig bakgrund. Hans behandlingssätt med breda penseldrag är, liksom hans koloristiska läggning, i hög grad dristigt, utmanande och originellt. Han blev på 1920-talet medlem i AChRR, Det revolutionära Rysslands konstnärsförbund.

## Galleri

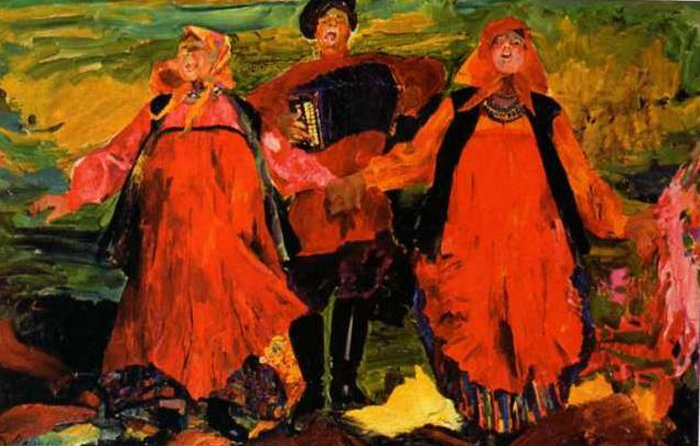
Ryska bönder, målade av Maljavin.